# اکتا کاپور
اکتا کاپور (انگلیسی: Ekta Kapoor؛ زادهٔ ۷ ژوئن ۱۹۷۵) بازیگر، تهیه‌کننده تلویزیونی، و تهیه‌کننده فیلم اهل هند است. وی از سال ۱۹۹۵ میلادی تاکنون مشغول فعالیت بوده‌است.